# Fundplatz Ytre Grevstad
Der Fundplatz Ytre Grevstad liegt südwestlich von Fevik bei Grimstad im Fylke Agder in Norwegen. Der küstennahe Fundplatz besteht aus einem Steinkreis, zwei Bautasteinen, zwei runden Grabhügeln und drei Rösen. Der Steinkreis und die Bautasteine befinden sich in einem privaten Garten. Die Grabhügel und Rösen liegen im dichten Wald.
Der Steinkreis hat einen Durchmesser von etwa 20,0 Metern und besteht aus neun rundlichen Steinen und einem etwas größeren Stein in der Mitte des Kreises. Alle Steine haben in etwa die gleiche Größe und Form. Die Höhen der 0,6 bis 1,1 Meter breiten Steine liegen zwischen 40 und 75 cm. Der Abstand zwischen den Steinen beträgt etwa 7,0 Meter. Das Innere des Kreises war mit kleineren Steinen gepflastert, wurde aber mit Gras bedeckt.
Im Nordwesten des Steinkreises am Rande des dichten Waldes befindet sich ein etwa 3,0 Meter hoher 1,3 Meter breiter und etwa 35 cm dicker Bautastein. Er hat eine abgerundete Spitze und die Form einer Steinplatte. Der Bautastein daneben ist vor Jahren in drei Teile zerbrochen. Das Stück, das im Boden gelassen wurde, ist etwa einen Meter hoch. Die Oberseite des Steins liegt auf dem Boden und ist überwachsen. Der mittlere Teil soll sich auf einer lokalen Farm befinden. Der Stein war wahrscheinlich höher als der intakt gebliebene Nebenstein.
Die runden Hügelgräber und Rösen haben 11,0 bis 16,0 Meter Durchmesser und 0,5 bis 1,5 Meter Höhe.